# 機器人流程自動化
機器人流程自動化（英語：Robotic process automation，簡稱：RPA）是以軟體機器人及人工智能為基礎的业务流程自动化科技。
在傳統的工作流自动化技术工具中，會由程序员產生自動化任務的動作列表，並且會用內部的应用程序接口（API）或是專用的脚本语言作為和後台系統之間的介面。有些軟體可能沒有這類用途的API，而RPA可以降低其自動化的門檻。相較之下，RPA系統會觀察使用者在應用軟體中图形用户界面（GUI）所進行的工作，並且直接在GUI上自動重複這些工作。
RPA工具在技術上類似圖形用戶介面測試工具，這些測試工具也會自動和圖形用戶介面互動，而且通常是先由使用者示範其流程，再由這些工具來重現。和這類測試工具不同的地方在於，RPA工具可以在多個應用程式之間處理、交換資料，例如接收內含發票的电子邮件、取得其中資料，然後輸入到簿記系統中。

## 沿革
一般而言，機器人流程自動化帶來的好處包含：降低成本、提升速度等

## 來源
- Jobs, productivity and the great decoupling （页面存档备份，存于）, by Professor McAfee, Principal Research Scientist at MIT’s Center for Digital Business.
- Rise of the software machines （页面存档备份，存于）, Economist Magazine.
- London School of Economics Releases First in a Series of RPA Case Studies （页面存档备份，存于）, Reuters
- Humans and Machines: The role of people in technology-driven organisations, Economist Magazine.
- Robotic Automation as Threat to Traditional Low-Cost Outsourcing, HfS Research.
- Times BPO Supplement （页面存档备份，存于）,  Raconteur, June 2013
- Visions of the Future: The Next Decade in BPO, Outsource Magazine.
- Why RPA Projects Fails, AI Rational （页面存档备份，存于）